# 罗伯特·克罗
罗伯特·克罗（英語：Robert Crowe，1968年11月19日—），生于布里斯班，澳大利亚男子自行车运动员。他曾代表澳大利亚参加2004年夏季残疾人奥林匹克运动会自行车比赛，获得一枚金牌和一枚铜牌。